# SUPERCAR
SUPERCAR(슈퍼카, スーパーカー 스파카[*])는 나카무라 코지와 이시와타리 준지를 중심으로 결성된 일본의 록 밴드이다. 1997년에 데뷔하여 2005년 2월 26일에 해산했다. 소속 음반사는 큔 레코드이다.

## 멤버
- 나카무라 코지
- 이시와타리 준지
- 후루카와 미키
- 다자와 코우다이

## 음반 목록

### 앨범
- スリーアウトチェンジ 스리 아우토 첸지[*] (1998)
  - スリーアウトチェンジ 10th Anniversary Edition (2007)
- JUMP UP (1999)
- Futurama (2000)
- HIGHVISION (2002)
- ANSWER (2004)